# Rudolf Marcuse

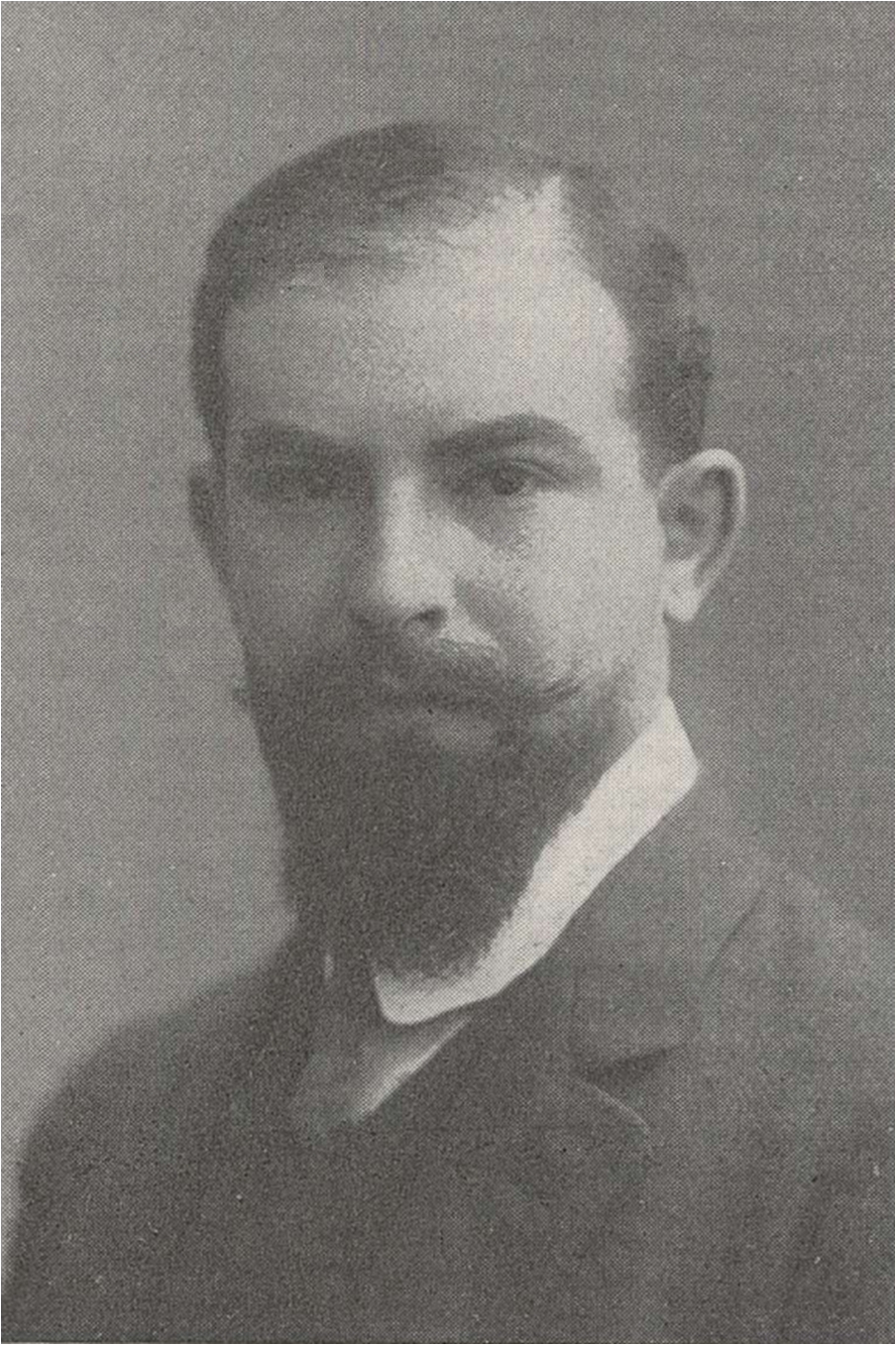
Rudolf Marcuse, etwa 1909

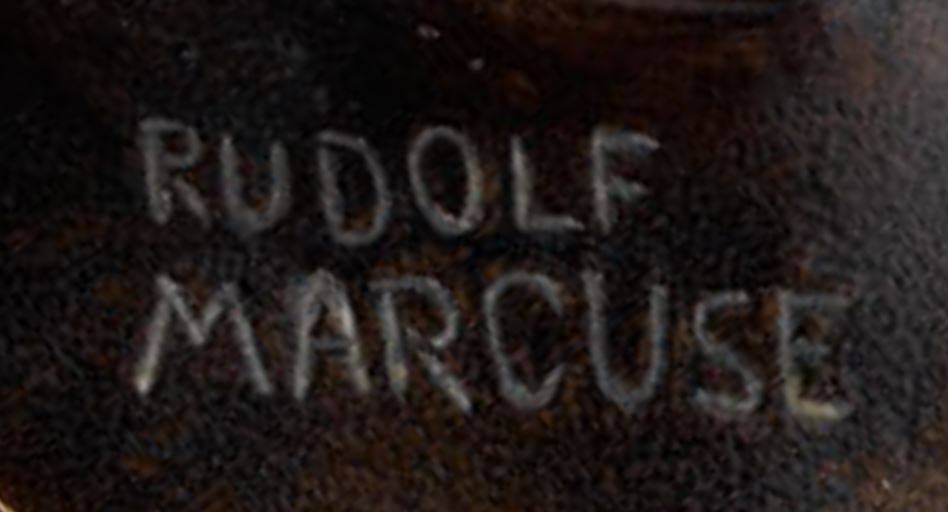
Rudolf Marcuses Signatur

Rudolf Marcuse (* 15. Januar 1878 in Berlin; † 3. April 1940 in London, Vereinigtes Königreich) war ein deutscher Bildhauer.

## Leben und Werk
Rudolf Marcuse, Sohn eines Kaufmanns, studierte an der Akademie der Künste in Berlin bei Ernst Herter. Er erhielt 1902 vom Kuratorium ein „Stipendium zur Fortsetzung seiner Studien“. 1903 gewann er mit seinem Relief Das Urteil des Salomon den Michael-Beer-Preis sowie 1910 die Silbermedaille und den Prix de Rome, was ihm einen Aufenthalt in der Villa Strohl-Fern ermöglichte. Weiterhin wurde er auf der Ausstellung Brüssel International – 1910 mit einer Goldmedaille ausgezeichnet.
Marcuse setzte immer wieder öffentliche Aufträge um. So schuf er beispielsweise das Denkmal für Moses Mendelssohn im Vorgarten der Jüdischen Knabenschule in Berlin (Einweihung 1909), das 1941 von Angehörigen der SA zerstört wurde.

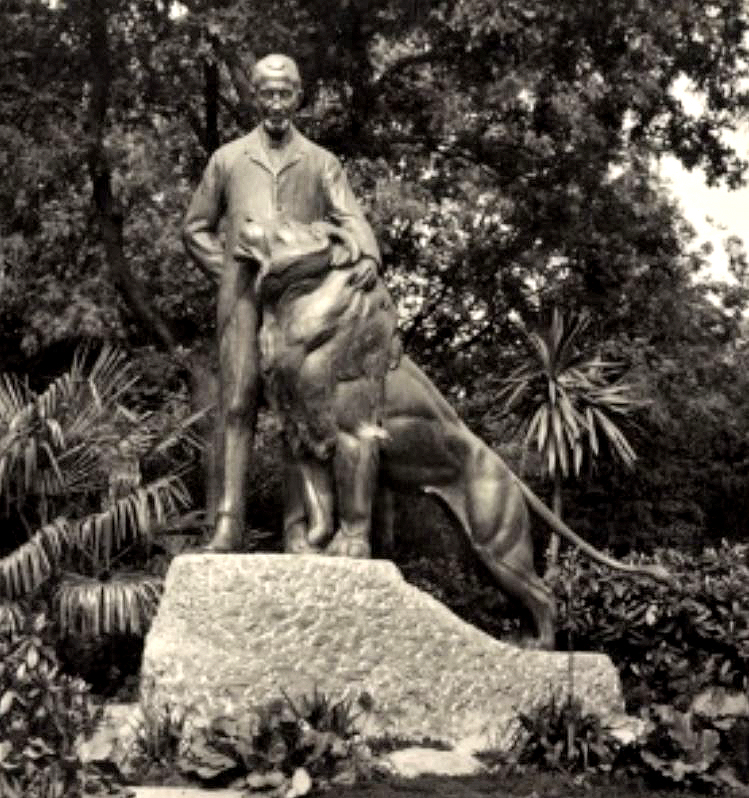
Statue Carl Hagenbecks mit dem Löwen Triest, 1926

Von Marcuse stammte auch das Bildnis des Zoodirektors Carl Hagenbeck mit dem Löwen Triest in Hamburg-Stellingen von 1926, gegossen von der Düsseldorfer Bronzegießerei.
Der Künstler war zudem bekannt für zahlreiche Bronzestatuetten im Jugendstil und im Stil des Art déco wie der Diskuswerfer, der Schwertkämpfer oder die Amazone, von denen viele von der Berliner Bildgießerei Hermann Gladenbeck handwerklich umgesetzt wurden. Dabei bediente er vornehmlich einer symbolistischen Bildsprache. sich Er entwarf Porzellanfiguren für die Schwarzburger Werkstätten für Porzellankunst, die Königliche Porzellanmanufaktur Berlin (1911–1913) und für die Manufaktur Rosenthal (1913 – ca. 1919) mit Titeln wie Im Wind (1913), Vor dem Bade (1913), Überbrettl (1914), Pudel Serenade, Traubenträgerin (1917) und Ägyptische Tänzerin.
Rudolf Marcuse fertigte 37 Skulpturen von Angehörigen unterschiedlichster Völker in deutschen Kriegsgefangenenlagern des Ersten Weltkriegs an. Diese waren ursprünglich für ein noch einzurichtendes „Reichskriegsmuseum“ als Visualisierung von „Völkertypen“ bestimmt und trugen die Titel Russischer Pope, Inder (Sikh), Marokkaner, Schotte I, Schotte II, Tongkinese, Algerischer Araber, Russe, Tunesier, Sibirier, Russe mit Guitarre, Französischer Alpenjäger, Fulbe aus dem franz. Sudan, Araber, Franzose, Engländer, Korse, Rumäne, Somali, Australier, Sibirier, Araber, Araber II, Marokkaner, Dahomeyneger I, Dahomeyneger II, Turko, Tscherkesse, Japaner, Alter Japaner I, Alter Japaner II, Italiener, Neger aus Algier, Französischer Kolonialsoldat (Senegalneger), Frierender Russe, Neger aus Liberia, Inder (Radschput). 1919 gab der Verleger Gustav Fock in Leipzig eine Sammlung von Kunstblättern in Kupfertiefdruck mit Bildern von Marcuses „Völkertypen“-Skulpturen heraus. Die im Merzdorfer Kriegsgefangenenlager angefertigten Skulpturen wurden später im Städtischen Museum Cottbus präsentiert. Sie gelten heute als verschollen.
Weitere Werke (Auswahl):
- Salome
- Schlangentänzerin
- Stehender Frauenakt mit Kugel
- Frau auf Stuhl
- Frau mit Korb
- Frauenhand, 1924
- Knabe mit Katze
- Tänzerin
- Vagabunden auf der Rast
- Musizierender Pierrot
- Preußischer Soldat
- Fechter
- Edelmann
- Faun

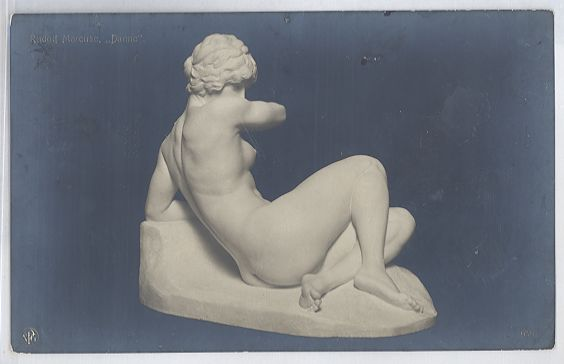
Danae, etwa 1905

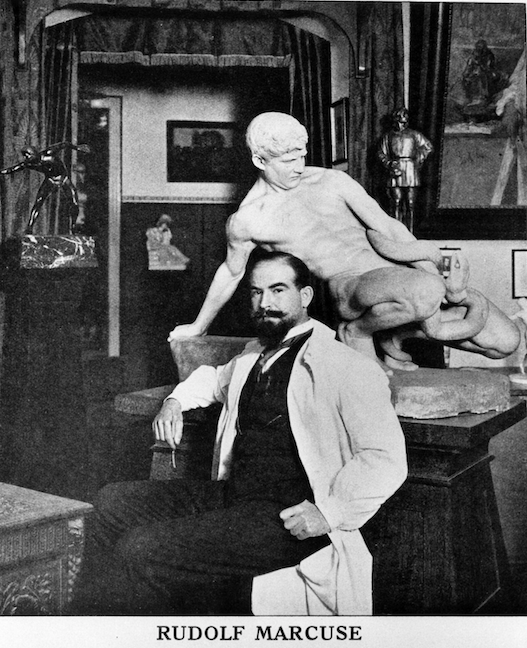
Rudolf Marcuse, Berlin 1911

Rudolf Marcuse heiratete im November 1915 die deutsch-jüdische Bildhauerin Elisabeth Seligsohn (geb. Schlomer). Der Künstler, selbst Jude, hatte noch im Jahr 1930 Preisgeld in Höhe von 2200 Reichsmark vom Preußischen Kultusministerium erhalten; ab 1933 wurden jedoch nationalsozialistische Kriterien bei der Auswahl von Stipendiaten angelegt, sodass Marcuses Bewerbungen „schon aus Gründen seiner nichtarischen Rasse nicht befürwortet“ wurden.
Marcuse verließ Deutschland am 30. Oktober 1936 per Schiff von Bremen nach Southampton in England, jedoch nicht in Begleitung seiner Ehefrau. 1939 heiratete er seine zweite Frau, Alice Marcuse. Bis zu seinem Tod im April 1940 lebte er in London.

## Museen
Vor allem Bronzeplastiken von Marcuse finden sich heute in Museen, unter anderem im Georg Kolbe Museum Berlin und im Museum Wiesbaden. Ab 1914 arbeitete Marcuse an der Mappe „Völkertypen“, in welcher er in Deutschland Kriegsgefangene verschiedener Nationalität porträtierte. Eine umfangreiche Sammlung dieser Mappe und Skulpturen besitzt das Jüdische Museum Berlin.

## Ausstellungen (Auswahl)
Marcuse zeigte seine Arbeiten unter anderem auf folgenden Ausstellungen:
- Große Berliner Kunstausstellung 1902, 1903, 1905–1914, 1916, 1923, 1925, 1926, 1928 und 1929.
- Jahresausstellung im Münchner Glaspalast 1906, 1907, 1911.
- Sonderausstellung „Gußeisen“ im Kunstgewerbemuseum Berlin 1916.